# Акжановка
Акжановка (каз. Акжан) — упразднённое село в районе имени Габита Мусрепова Северо-Казахстанской области Казахстана. Входило в состав Бирликского сельского округа.

## Население
По данным переписи 1999 года в селе проживал 150 человек (83 мужчины и 67 женщин).